# Arnold Greenberg
Pour les articles homonymes, voir Greenberg.
Arnold Greenberg est un homme d'affaires américain connu en tant que chief executive officer de la société Coleco dans les années 1970 et les années 1980.

## Biographie
Arnold Greenberg est né aux États-Unis de parents immigrés juifs russes. C'est son père, Maurice Greenberg, qui fondé l'entreprise de jouets Coleco. Arnold Greenberg a fait des études d'avocat et a exercé jusqu'en 1996 avant de rejoindre l'entreprise familiale.
En 1975, devenu président de la compagnie, décide de l'orienter vers le marché émergent des jeux vidéo. L'entreprise lance sa console, la Coleco Telstar en 1976. Coleco prend la tête du marché.